# Richard O'Sullivan Burke
Pour les articles homonymes, voir Burke.
Richard (Ricard) O'Sullivan Burke, né le 24 janvier 1838 à Kinneigh (Irlande) et mort le 11 mai 1922 à Chicago (États-Unis), est un patriote irlandais. 

## Biographie
Il émigre aux États-Unis en 1856 et sert avec le grade de colonel lors de la Guerre civile américaine. De retour en Angleterre, il devient un des leaders des Fenians qu'il fournit en armes, mais, capturé à Londres avec John Sarsfield Casey, ils sont enfermés à la prison de Clerkenwell. Casey parvient à s'enfuir mais Burke est condamné à quinze ans de travaux forcés pour crime de haute trahison (1867). 
Libéré en 1874, il retourne aux États-Unis où il exerce comme ingénieur civil à Omaha dans le Nebraska puis à Chicago où il finit sa vie. 
Jules Verne le mentionne à diverses reprises dans son roman Les Frères Kip (partie 2, chapitre X).